# Vòng loại Giải vô địch bóng đá nữ thế giới 2011 (Play-off UEFA–CONCACAF)
Loạt trận play-off Vòng loại Giải vô địch bóng đá nữ thế giới 2011 gồm hai trận đấu theo thể thức sân nhà sân khách giữa đội thắng loạt play-off tranh vé vớt của UEFA và đội đứng thứ ba tại Cúp vàng nữ CONCACAF 2010.

## Các đội tham gia
Đại diện của UEFA là Ý. Họ lần lượt đánh bại Ukraina và Thụy Sĩ trong các trận play-off tranh vé vớt. Trước đó Ý đứng đầu bảng 7 ở giai đoạn 1 và thua Pháp ở giai đoạn loại trực tiếp.
Đại diện của CONCACAF là Hoa Kỳ sau khi vượt qua Costa Rica trong trận tranh hạng ba. Trước đó Hoa Kỳ thua trong trận bán kết trước México.

## Kết quả
| Ý | 0 – 1    | Hoa Kỳ       |
| - | -------- | ------------ |
|   | Chi tiết | Morgan 90+4' |

| Hoa Kỳ        | 1 – 0    | Ý |
| ------------- | -------- | - |
| Rodriguez 40' | Chi tiết |   |

Hoa Kỳ thắng với tổng tỉ số 2–0 và lọt vào Giải vô địch bóng đá nữ thế giới 2011.